# 고내상성지
고내상성지(古內廂城址)는 광주광역시 광산구 송정동에 있는 조선시대의 성터이다. 1989년 3월 20일 광주광역시의 문화재자료 제10호로 지정되었다.

## 개요
광주시 송정동에 있는 이 성터는 태조 6년(1397) 전라도 병영을 이곳에 설치하면서 쌓았다가, 태종 17년(1471) 강진 병영성으로 옮기면서 사용하지 않은 성으로 고병영성이라고도 불린다.
『신증동국여지승람』에는 돌로 쌓은 성으로 성벽의 둘레가 1,661척이라 기록되어 있어 처음에는 돌로 쌓았음을 알 수 있으나, 성벽의 거의 대부분은 무너지고 송정동 일대에 흙으로 쌓은 토성일부만 남아있다. 또 성과 관련된 땅 이름이 남아있는데 광주비행장이 ‘성안엣들’이라 불리었고, 고내상 서쪽 들이 ‘성너맷들’이라 하였다.
현재 남아있는 성터의 길이는 170m, 높이 1.45m로 흙을 일정한 두께로 다져가면서 쌓았음을 볼 수 있어, 이 성의 바깥쪽만 돌로 쌓고 안쪽은 흙으로 쌓았을 것으로 추정된다.

## 참고 자료
- 고내상성지 - 국가유산청 국가유산포털